# Ейнгорн Олександр Львович
Олександр Львович Ейнго́рн (нар. 24 грудня 1888, Маріуполь — пом. грудень 1939, Харків) — український радянський архітектор і педагог, професор з 1934 року; член-кореспондент Академії архітектури СРСР з 1939 року, почесний член Королівського товариства британських архітекторів з 1937 року.

## Біографія
Народився 12 [24] грудня 1888 року в місті Маріуполі (тепер Донецька область, Україна) в єврейській сім'ї. Вищу освіту розпочав здобувати на фізико-математичному факультетіті Харківського університету, був виключений за вільнодумство і подальшу освіту отримав в університетах Парижа (Сорбонна) та міста Льєжа (Бельгія).
Трудову діяльність розпочав у 1914 році під керівництвом свого батька, досвідченого інженера-будіпельника. З 1924 року працював у Харкові. З 1931 року — технічний директор і очільник архітектурно-проектної майстерні інституту «Діпромісто», де спільно з Олександром Касьяновим розробив генеральний план Харкова 1934—1938 років. З 1932 року викладач, а з 1934 року  професор Харківського інституту інженерів комунального будівництва.
Помер у Харкові у грудні 1939 року.

## Роботи
Серед реалізованих проектів:
- низка промислових споруд у Дзержинську, Харкові, Горькому і ряді міст Донбасу (1914–1920);
- робітничі селища Донбасу (1924–1925);
- Харківський авіаційний завод  (1924–1925);
- ангари в Харкові та Києві (1924–1925);
- Харківський тракторний завод і робітничі поселення при ньому (1927–1931);
- житлові й адміністративні будівлі в Харкові (1927–1931);
- забудова Запоріжжя, Одеси, Кривого Рога, Краматорська.

Один з авторів конкурсного проекту реконструкції центру Стокгольма (1931, у співавторстві з Віктором Андреєвим та Олександром Касьяновим). 
Вперше опрацював методологію проектування генеральних планів. Автор 18-ти наукових праць з містобудування.